# Alexey Retinsky
Alexey Retinsky (em ucraniano: Oleksii Retynskii) nasceu em 14 de novembro de 1986 em Simferopol, na Crimeia. Ele é um compositor e artista austríaco de origem russo-ucraniana.

## Biografia
Nascido numa família de músicos em Simferopol, as primeiras experiências musicais de Retinsky consistiram em tocar instrumentos de sopro. Ele formou-se na Escola de Música, dominando o oboé, saxofone e trompete. Paralelamente, começou a estudar composição. Posteriormente, estudou composição e composição eletro-acústica na Academia de Música de Kiev e na Universidade de Artes de Zurique (Zürcher Hochschule der Künste). Os seus estudos de doutoramento foram concluídos na Universidade de Música e Artes Cénicas. Desde 2014, ele vive e trabalha em Viena.

## Desenvolvimento musical
A obra de Retinsky é ampla; é criador de música sinfónica, de câmara e electrónica, além de música para teatro, instalação e arte performática. As suas obras musicais e vários projectos foram apresentados no Teatro Mariinsky, Filarmónica Nacional da Ucrânia, Museus Quartier em Viena, Museu Joaneum Graz, Dresdner Zwinger, entre outros.